# Ludvig Annerstedt
Per Samuel Ludvig Annerstedt (i riksdagen kallad Annerstedt i Stockholm), född 7 augusti 1836 i Karlskrona, död 20 november 1904 i Stockholm, var en svensk jurist, ämbetsman och politiker; han var justitieminister 1896–1901, professor i juridik och skiljedomare i Haag.

## Biografi

### Uppväxt och utbildning
Ludvig Annerstedt var son till konteramiralen Claes Samuel Annerstedt och Louise Gustava Lagerstråle; hans farbror var biskopen Thure Annerstedt och kusin historikern Claes Annerstedt. Han studerade vid Uppsala universitet där han blev filosofie magister och juris utriusque kandidat varefter han blev vice häradshövding.

### Karriär
Annerstedt kvarblev emellertid vid universitetet som adjunkt i nationalekonomi, folkrätt och statsrätt, och senare även i romersk rätt. 1871 fick han tjänst vid Lagbyrån, som tre år senare ombildades till Nya lagberedningen. Han utsågs till professor i kriminal och processrätt 1876, och blev året därpå byråchef vid Justitiedepartementet. 1883 utnämndes han till justitieråd.
1890–1904 var han ledamot av första kammaren, där han blev ordförande i lagutskottet och läroverksutskottet. 1892 utnämndes han till president för Kammarrätten. 1903 blev han skiljedomare i Haag.
När August Östergren utträdde ur Boströms första ministär 1896, kallades Annerstedt till hans efterträdare. Han fortsatte som justitieminister i von Otters ministär.
Politiskt förordade Annerstedt frihandel, trots att han var konservativ, och hans liberala hållning i centrala frågor som rösträtten och unionsfrågan gjorde att mer traditionellt konservativa opponerade sig mot hans utnämning.
Han blev 1 december 1891 Kommendör med stora korset av Nordstjärneorden
Ludvig Annerstedt ligger begravd på Uppsala gamla kyrkogård.